# Мохаммед Джахфалі
Мохаммед Джахфалі (араб. محمد يحيى جحفلي; нар. 24 жовтня 1990) — саудівський футболіст, захисник клубу «Аль-Гіляль».
Виступав, зокрема, за клуб «Аль-Фейсалі», а також національну збірну Саудівської Аравії.

## Клубна кар'єра
У дорослому футболі дебютував 2010 року виступами за команду клубу «Аль-Фейсалі», в якій провів чотири сезони, взявши участь у 59 матчах чемпіонату. 
До складу клубу «Аль-Гіляль» приєднався 2015 року. Станом на 30 червня 2019 року відіграв за саудівську команду 73 матчі в національному чемпіонаті.

## Виступи за збірну
У 2018 році дебютував в офіційних матчах у складі національної збірної Саудівської Аравії.

## Титули і досягнення
- Чемпіон Саудівської Аравії (5):

«Аль-Гіляль»: 2016-17, 2017-18, 2019-20, 2020-21, 2021-22
- Володар Королівського кубка Саудівської Аравії (4):

«Аль-Гіляль»: 2014-15, 2016-17, 2019-20, 2022-23
- Володар Кубка наслідного принца Саудівської Аравії (1):

«Аль-Гіляль»: 2015-16
- Володар Суперкубка Саудівської Аравії (3):

«Аль-Гіляль»: 2015, 2018, 2021
- Переможець Ліги чемпіонів АФК (2):

«Аль-Гіляль»: 2019, 2021